# Villars-et-Villenotte
Villars-et-Villenotte – miejscowość i gmina we Francji, w regionie Burgundia-Franche-Comté, w departamencie Côte-d’Or.
Według danych na rok 1990 gminę zamieszkiwało 137 osób, a gęstość zaludnienia wynosiła 18 osób/km² (wśród 2044 gmin Burgundii Villars-et-Villenotte plasuje się na 773. miejscu pod względem liczby ludności, natomiast pod względem powierzchni na miejscu 1069.).